# Gien, Loiret
Gien là một xã trong tỉnh Loiret, vùng Centre-Val de Loire bắc trung bộ nước Pháp. Xã này nằm ở khu vực có độ cao từ 1117-190 mét trên mực nước biển.
Gien nằm bên sông Loire, 80 km (50 mi) so với Orleans. Xã có lâu đài Anne de Beaujeu.